# Pecorino sardo
Il pecorino sardo è un formaggio ovino a Denominazione di origine protetta (DOP), prodotto in Sardegna.
È a pasta semicotta, prodotto con latte intero di pecora proveniente da allevamenti sardi, eventualmente termizzato o pastorizzato, caglio, sale e fermenti lattici e viene commercializzato in due versioni: una dolce, più fresca, di circa 1-2 mesi, ed una matura, più stagionata, non inferiore ai 2 mesi.

## Storia
Il Pecorino Sardo è uno dei formaggi più antichi della Sardegna. Ritrovamenti archeologici (nello specifico bronzetti raffiguranti pastori al lavoro) infatti dimostrarono come già ai tempi della civiltà nuragica la popolazione isolana era dedita all’allevamento degli ovini. Ai tempi dei cartaginesi, e poi dei romani, la Sardegna divenne uno dei maggiori centri di produzione di grano del mar Mediterraneo, così i boschi lasciarono posto al grano, ma anche al pascolo, il quale si diffuse rapidamente grazie alle particolari e favorevolissime condizioni ambientali e climatiche dell’isola in cui prati naturali, ricoperti da una variegata e ricca vegetazione cespugliosa rappresentarono una importantissima fonte alimentare per gli ovini allevati nell’isola.
Le prime precise notizie storiche sulle antiche origini del Pecorino Sardo DOP risalgono alla fine del XVIII secolo, con il Discorso georgico indicante i considerevoli vantaggi che si possono ricavare dalle pecore sarde, volume datato 1787 e redatto dal Cavaliere Don Giuseppe Cossu, censor generale e segretario delle regie giunte in Sardegna, il quale indicava tra i formaggi ovini prodotti nell'isola i Bianchi, i Rossi Fini, gli Affumicati, la Fresa e lo Spiatatu. Tra questi, il Rosso Fino e l’Affumicato possono essere considerati i progenitori del Pecorino Sardo. Tali formaggi venivano ottenuti da latte crudo o da latte riscaldato con pietre arroventate ivi immerse a tale scopo.
Con il passare dei secoli le tecniche di lavorazione si affinarono e gli insegnamenti della tradizione man mano si fusero con nuove e più innovative pratiche di trasformazione. Tra il XIX e il XX secolo, e poi dagli anni'60 in particolare, nuovi metodi di produzione quali l’uso del termometro, la filtrazione del latte, l’impiego di caglio liquido titolato e grazie a moderni macchinari e alle innovazioni tecnologiche furono migliorate le condizioni igieniche di trasformazione, vennero razionalizzati i trattamenti termici, i tempi e le modalità di semi cottura della cagliata, l’uso degli innesti naturali di batteri lattici e del caglio, in modo da favorirne una maggiore commercializzazione del prodotto finito.

## Tipologia
Il Pecorino Sardo viene prodotto in due tipi: maturo e dolce. Il maturo, è di forma cilindrica, con peso compreso tra 1,7 e 4 kg; a facce piane di diametro di 15-22 centimetri e con scalzo diritto di 10-13 centimetri. La crosta è liscia, consistente, di colore bruno nelle forme più stagionate. La pasta è bianca, tendente con il progredire della stagionatura al paglierino, compatta o con rada occhiatura, dal gusto forte e gradevolmente piccante. Le forme, di stagionatura non inferiore ai 2 mesi, pesano intorno ai 3 chili, ma possono raggiungere anche i 4 chili.
La versione dolce invece ha forma cilindrica di peso variabile tra il chilo e i 2,3 chili, a facce piane di diametro pari a 15-18 centimetri e con scalzo diritto o leggermente convesso di 8-10 centimetri. Presenta una crosta liscia, sottile e di colore bianco o paglierino tenue. La pasta è bianca, morbida, compatta o con rada occhiatura, dal sapore dolce e aromatico. Le forme, la cui maturazione va dai 20 ai 60 giorni, pesano intorno ai 2 chili.

## Preparazione
L’alimentazione degli ovini è basata in prevalenza sullo sfruttamento diretto di pascoli naturali, prati ed erbai ed è integrata con foraggi e mangimi concentrati. Il latte intero di pecora, eventualmente inoculato con colture di fermenti lattici provenienti dalla zona di origine, tassonomicamente riportabili anche alla specie Streptococcus thermophilus, viene coagulato ad una temperatura compresa tra 35°-39 °C, con una quantità di caglio di vitello tale da completare la coagulazione in circa 35-40 minuti (comprendendo sia il tempo di presa che il tempo di indurimento). La pasta viene sottoposta a rottura fino al raggiungimento di granuli di cagliata delle dimensioni di una nocciola, per il tipo dolce e di un chicco di mais, per il tipo maturo. La cagliata è sottoposta quindi a semicottura ad una temperatura non superiore a 43 °C. La pasta è poi posta negli appositi stampi di forma circolare, di varie dimensioni a seconda dell’uso del prodotto finito. Il formaggio viene successivamente sottoposto a stufatura e/o pressatura, in condizioni di temperatura e per tempi tali da consentirne l’acidificazione e lo spurgo ottimali e, ultimato lo spurgo del siero, vengono salati per via umida e/o a secco. I tempi di salatura sono brevi e solitamente la quantità percentuale di sale sul formaggio tal quale non supera il valore di 2 grammi/100 grammi di formaggio. La maturazione si attua in appositi locali la cui temperatura, compresa tra 6°-12 °C, può raggiungere anche i valori ambientali e la cui umidità sia tra 80-95%.
Per entrambi tipi è consentito impiegare sostanze antimuffa sulla crosta e/o eventuale oliatura. È consentito l’uso di un protettivo plastico incolore per alimenti e possono essere utilizzati anche coloranti naturali a condizione che venga rispettato il colore della crosta indicato nel disciplinare di produzione. Il pecorino maturo può essere sottoposto ad affumicatura con procedimenti naturali. Per i due tipi, terminata la maturazione, è consentita la conservazione del prodotto purché a temperature più basse rispetto a quelle di maturazione. Sono escluse pratiche di surgelazione o congelamento, mentre è consentito l’uso del sottovuoto e di un imballaggio plastico per alimenti.

## Zona di produzione
La zona di provenienza del latte, la zona di produzione e quella di stagionatura comprende l’intero territorio della Regione Autonoma della Sardegna. Nello specifico sono diversi i caseifici produttori del Formaggio DOP e si trovano nei comuni di Bortigali, Buddusò, Carbonia, Cardedu, Decimomannu, Dolianova, Dorgali, Ittiri, Marrubiu, Mamoiada, Mores, Oliena, Oristano, Ortacesus, Macomer, Oschiri, San Gavino Monreale, Serrenti, Sestu, Silius, Tertenia, Thiesi e Villasimius.

## La Denominazione d'Origine Protetta

Logo del Pecorino Sardo DOP

Il Pecorino Sardo, con il d.p.C.m. del 4 novembre 1991 e con il Regolamento (CE) n. 1263/96 del 1º luglio 1996, ottenne la denominazione di origine protetta, diventando così uno dei formaggi più tipici e rappresentativi del panorama lattiero caseario della Sardegna.
Dal 2 luglio 1996 la qualità del formaggio è garantita dal Consorzio di Tutela del Pecorino Sardo DOP, costituito da imprese private e società cooperative operanti su tutto il territorio regionale. L’11 dicembre 2002 tale ente ottenne il suo primo riconoscimento ufficiale quale unico organismo di rappresentanza della DOP e fu ufficialmente investito delle funzioni di tutela, promozione, valorizzazione della DOP, vigilanza contro qualsiasi abuso, frode e contraffazione in commercio. Il Pecorino Sardo DOP è l'unico formaggio prodotto in Sardegna a poter vantare questa denominazione. Tutte le altre varianti (pecorino prodotto in Sardegna, Formaggio sardo o Formaggio di pecora Sardo) hanno lo scopo di richiamare la denominazione DOP, senza però dover sottostare alle rigide condizioni dettate dal disciplinare di produzione.

Il calciatore uruguaiano Darío Silva con la maglia del nella 1996-1997, sponsorizzata con il logo Pecorino Sardo.

Il riconoscimento fa sì che la produzione e la commercializzazione seguano le direttive presenti all'interno di un disciplinare di produzione. Tutte le forme di Pecorino Sardo infatti, sia nella versione dolce che in quella matura, una volta raggiunto il periodo minimo di stagionatura, vengono accuratamente controllate e, se rispondenti a tutti i requisiti previsti dal disciplinare di produzione, vengono contrassegnate mediante un timbro a inchiostro alimentare riportante le iniziali maiuscole della Denominazione PS DOP e il casello identificativo dell’azienda di produzione. Il timbro può essere apposto sullo scalzo o sul piatto della forma, una o più volte. La timbratura delle forme avviene al momento dello svincolo. Le forme di pecorino dolce possono essere svincolate unicamente tra i 20 e i 60 giorni dalla produzione, quelle di maturo invece possono essere svincolate solo a partire dai 2 mesi di stagionatura. Le aziende di produzione sono tenute a documentare tutte le operazioni che svolgono in regime di autocontrollo. Al momento dell’immissione al consumo, viene poi eseguita un’ulteriore verifica di conformità a seguito della quale l’identificazione visiva delle forme è affidata ad altri tre elementi essenziali i quali consentono di identificare a prima vista le forme di Pecorino Sardo DOP nel punto vendita e di distinguerle facilmente dagli altri formaggi ovini, quand'anche fossero prodotti in Sardegna. Inoltre su tutti gli incarti è obbligatorio riportare la dicitura di certificazione da parte del Ministero delle politiche agricole alimentari e forestali. I due tipi sono inoltre differenziati dal colore dell'etichetta di riconoscimento: il Pecorino Sardo DOP dolce presenta l'etichetta in verde, quello Maturo in blu.

## Sponsorizzazioni
Il Consorzio di tutela del Pecorino Sardo DOP divenne famoso con la sponsorizzazione, attraverso l'uso del suo logo formato da un triangolo di forma di formaggio stilizzato e la scritta sovra e sottostante PECORINO SARDO, nelle divise da gioco del Cagliari dalla stagione sportiva 1992-1993 al 2000-2001.